# Enrique Piñeyro
Enrique Piñeyro (Génova, Italia, 9 de diciembre de 1956) es actor, director y productor de cine italiano nacionalizado argentino. Es además médico aeronáutico, activista, filántropo, piloto de transporte de línea aérea, particularmente fue comandante de LAPA (Líneas Aéreas Privadas Argentinas) e investigador de accidentes aéreos. Dirigió los filmes Whisky Romeo Zulú (2004), Fuerza Aérea Sociedad Anónima (2006), Bye Bye Life (2008) y El Rati Horror Show (2010).

## Biografía

### Carrera como piloto y denuncias a LAPA
Piñeyro nació en Italia, pero desde muy joven emigró a la Argentina. En su juventud estudió medicina, teatro y dirección, así como también, se recibió de piloto de avión y médico aeronáutico. Ingresó a LAPA en 1988. Como representante de la Asociación de Pilotos participó en la investigación del accidente del vuelo Austral 2553 en 1997, estrellado en Fray Bentos, Uruguay. Renunció a LAPA en 1999. En su paso por esta aerolínea denunció el mal estado operacional de la misma y de sus aeronaves, las que sufrían graves falencias e irregularidades. Poco tiempo después de su renuncia, 31 de agosto de 1999, el vuelo 3142 de LAPA se estrella sin tomar vuelo en la cabecera 31 del Aeroparque Jorge Newbery. Murieron 65 personas y fue el 4° accidente más grave de la historia de la aviación argentina.

### Carrera cinematográfica
Su primera participación en cine fue en la película Alambrado, pero debido a su carrera como piloto aeronáutico, no pudo seguir en otras producciones. En 1999, tras su renuncia de LAPA, creó Aquafilms, una productora radicada en Buenos Aires, a partir de su actuación en la película Garage Olimpo, dirigido por Marco Bechis, del cual fue además coproductor junto con Amedeo Pagani y Eric Heuman. La película se estrenó en el Festival de Cannes, dentro del marco de la Selección Oficial Un Certain Regard y obtuvo múltiples premios en festivales internacionales.  La película desarrolla la temática de los llamados Vuelos de la muerte, en los que los prisioneros de los centros clandestinos de detención eran anestesiados y arrojados vivos al océano desde aeronaves militares en vuelo, sello distintivo de la dictadura argentina. Esta práctica militar fue investigada posteriormente por la periodista Miriam Lewin de Telenoche y el fotógrafo italiano Giancarlo Ceraudo, quienes acercaron a Enrique las planillas de vuelo de los aviones involucrados para que revise la información técnica. Ante las severas irregularidades de la documentación, Enrique decidió presentar una denuncia penal junto con el Premio Nobel de la Paz, el activista Adolfo Pérez Esquivel.
Además declaró como testigo y presentó una detallada pericia en el juicio a los pilotos mencionados en las planillas. Algunos de esos pilotos fueron arrestados y procesados.
En 2004 dirigió y protagonizó su primera película, Whisky Romeo Zulu, también conocida como WRZ, basada en la historia personal como piloto de LAPA y su anticipación al desenlace de la tragedia de LAPA poco después de su renuncia en donde cuenta acerca del accidente del vuelo 3142 de la aerolínea LAPA. El título apela a la matrícula del avión siniestrado, un Boeing 737-204C matrícula LV-WRZ. El film fue presentado en el juicio por la tragedia de Lapa, en el que Enrique fue testigo de la fiscalía. Whisky Romeo Zulú obtuvo premios en festivales internacionales, entre ellos el Sol de Oro a la Mejor Película en el Festival de Biarritz. 
Luego trabajó como productor y actor del film Esperando al Mesías (dirigida por Daniel Burman), cubriendo además Enrique uno de los roles protagónicos. La película fue estrenada en el Festival de Venecia. También participó de Cama Adentro (dir. Jorge Gaggero) en coproducción con España, film que obtuvo el Premio Especial del Jurado en el Festival de Sundance; El Otro (dir. Ariel Rotter) una coproducción con Alemania y Francia, ganadora del Oso de Plata Gran Premio del Jurado y el Oso de Plata al Mejor Actor en el Festival de Berlín de 2007. En 2008, estrenó La mujer sin cabeza (dirigida por Lucrecia Martel) presentada en Competencia Oficial en el Festival de Cannes. Además, Aquafilms prestó servicios de producción de películas extranjeras como Torrente 3 (dir. Santiago Segura), de España; In the Eye Abides the Heart (dir. Mary Sweeney), de Estados Unidos y Hide (dir. K. C. Bascombe), de Canadá.
Su siguiente obra como director, fue el documental Fuerza aérea sociedad anónima. En su carácter de investigador de accidentes aéreos, señala cómo la corrupción dentro de la Fuerza Aérea Argentina afecta directamente a la seguridad de vuelo y plantea una certeza: las fallas latentes que provocaron los accidentes de Austral (vuelo 2553 en 1997) y de LAPA (vuelo 3142 en 1999) están intactas. El documental causó tal impacto que, después de su estreno, el gobierno decidió quitarle a la Fuerza Aérea el control de la aviación civil para dárselo a la Administración Nacional de Aviación Civil.
En 2008 presentó el documental Bye bye life, documental que narra sobre los últimos días de vida de la fotógrafa Gabriela Liffschitz, quien entró en coma al día siguiente de finalizar el rodaje y murió dos días después, el 13 de febrero de 2004, como consecuencia de un cáncer de mama. Fue estrenada en Punta del Este, Uruguay, el 26 de febrero de 2008. 
En el 2010 presentó el documental El Rati Horror Show sobre el caso de Fernando Ariel Carrera, en la denominada masacre de Pompeya, quien había sido condenado injustamente a treinta años de cárcel –no por error sino de manera deliberada– a través de la manipulación de una causa judicial.  Fernando fue liberado el 6 de junio de 2012 luego de una decisión de la Corte Suprema que ordenó la revisión de la sentencia.
Las repercusiones que tuvo El Rati Horror Show y los cientos de pedidos de ayuda que por parte de familiares de víctimas de gatillo fácil y causas armadas, lo incentivaron a fundar la ONG Innocence Project Argentina, que toma el modelo de la ONG Innocence Project americana. Con el apoyo de Adolfo Pérez Esquivel y Nora Cortiñas, Enrique se presentó ante la Corte Suprema mediante la figura de Amicus Curiae (Amigo del Tribunal). Asimismo, denunció a los jueces del Tribunal Oral Número 14 de la Ciudad de Buenos Aires, ante el Consejo de la Magistratura de la Nación, por presunto mal desempeño de sus deberes y funciones.
En 2011 obtuvo el Premio Konex de Platino como "Documentalista" de la década 2001-2010".

### Otros trabajos
Luego de dirigir el corto sobre el asesinato del militante trotskista Mariano Ferreyra (2012), y de participar en la película sobre el mismo caso ¿Quién mató a Mariano Ferreyra?, junto con el periodista Martín Caparrós, Piñeyro se dedicó a su labor como cocinero en su propio restaurante y activista por los derechos humanos. Además, escribió, dirigió y protagonizó su obra teatral de stand up llamada Volar es humano, aterrizar es divino.

### Filantropía
Enrique Piñeyro, según cuenta, decidió dedicar gran parte de su tiempo a “intentar ayudar”. Para eso compró un avión Boeing 787 a Aeroméxico. Su objetivo desde el principio fue “ponerlo a disposición de causas útiles”. En ese trance, entre otras cosas, logró un récord mundial: hizo el vuelo non stop más largo del mundo de un avión Boeing 787 Dreamliner, uniendo Seúl con Buenos Aires en 20 horas, el 28 de marzo de 2021. Antes había hecho vuelos con la ONG española Open Arms, para monitorear la situación de refugiados que se largan en balsas al mar del norte de África con la esperanza de llegar a Europa. También invitó a periodistas argentinos a sobrevolar el Mar Argentino para ver los pesqueros extranjeros que depredan las aguas nacionales. Y llevó toneladas de donaciones desde España a la India, que afrontaba una seria crisis sanitaria a causa del COVID.
En cada caso, además de pilotear el avión, es el propio Piñeyro quien afronta los gastos de cada actividad. Lo hace a través de su fundación, Solidaire. 
En 2020 y 2021 ofreció su avión y sus servicios al gobierno de su país, Argentina, para traer argentinos en el exterior o trasladar vacunas, pero su ofrecimiento no fue atendido.
En 2021 ha hecho donación del buque "Open Arms Uno" a la ONG del mismo nombre para rescatar personas migrantes en el Mediterráneo. El barco, construido en el año 2000, es 4 veces mayor que su antecesor, y dispone de más de 300 plazas de capacidad.

## Filmografía

### Actor
- 1991: Alambrado
- 1999: Garage Olimpo
- 2000: Esperando al Mesías
- 2001: Figli/Hijos
- 2004: Whisky Romeo Zulu
- 2005: Nordeste
- 2005: The Golden Door
- 2006: Música Nocturna
- 2006: Fuerza aérea sociedad anónima
- 2008: Bye bye life
- 2010: El Rati Horror Show
- 2010: Secuestro y muerte
- 2010: Nieves del tiempo (cortometraje)
- 2012: Dormir al sol
- 2013: ¿Quién mató a Mariano Ferreyra?
- 2014–2015: Volar es Humano. Aterrizar es Divino  (teatro)
- 2017: La fragilidad de los cuerpos (miniserie)
- 2023: Nada (serie de televisión)

### Director
- 2004: Whisky Romeo Zulu
- 2006: Fuerza aérea sociedad anónima
- 2008: Bye bye life
- 2010: Nieves del tiempo (cortometraje)
- 2010: El Rati Horror Show
- 2012: Mariano Ferreyra  (cortometraje)
- 2014–2018: Volar es Humano. Aterrizar es Divino  (teatro)

### Productor
- 1999: Garage Olimpo
- 2000: Esperando al Mesías
- 2004: Whisky Romeo Zulu
- 2004: Cama Adentro
- 2006: Fuerza aérea sociedad anónima
- 2006: El otro
- 2007: La mujer sin cabeza
- 2008: Bye bye life
- 2010: Nieves del tiempo (cortometraje)
- 2010: El Rati Horror Show
- 2012: Mariano Ferreyra  (cortometraje)
- 2014: Volar es Humano. Aterrizar es Divino  (teatro)
- 2015: Volar es Humano. Aterrizar es Divino  (teatro)
- 2016: Volar es Humano. Aterrizar es Divino  (teatro)
- 2017: Volar es Humano. Aterrizar es Divino  (teatro)
- 2018: Volar es Humano. Aterrizar es Divino - Quinta temporada  (teatro)